# Дьяконов, Сергей Сергеевич
Серге́й Серге́евич Дья́конов (1898, Серпухов, Российская империя — 1938, Москва, СССР) — инженер-механик, участник Первой мировой и Гражданской войн, начальник отдела в Управлении Волховстроя, директор (ректор) ВКТИ, один из первых директоров Горьковского автомобильного завода, делегат XVII съезда ВКП(б), кавалер ордена Ленина, выдающийся организатор отечественного автостроения.

## Биография
Родился 11 ноября 1898 года[по какому календарю?] в Серпухове в семье рабочего, механика-самоучки суконной фабрики, русский. С 14 лет, после смерти отца и ареста брата-подпольщика, жил самостоятельно. В 1916 году по окончании с золотой медали Серпуховской гимназии, поступил на механическое отделение Петроградского политехнического института. С февраля 1917 года юнкер Михайловского артиллерийского училища, затем прапорщик. С апреля 1918 года в Красной Армии. Командир отделения тяжёлой артиллерии, командир батареи и дивизиона на Южном, Юго-Западном и Юго-Восточных фронтах. В боях под Киевом был ранен и контужен. Член РКП(б) с 1920 года. Демобилизован из-за туберкулёза лёгких.
В 1922 году восстановился в Петроградском политехническом институте. Одновременно с учёбой техник на заводе «Красный выборжец», около года помощник старшего прораба на строительстве Волховской ГЭС, полтора года помощник начальника отдела технических сооружений Управления «Волховстроя». В институте начальник рабфака и секретарь механического факультета, член и секретарь парторганизации, председатель стипендиальной и других комиссий. Ещё будучи студентом преподаватель общественных, а с 1928 года и технических дисциплин ППИ-ЛПИ. В январе 1930 года окончил институт по заводской специальности, оставлен ассистентом по курсу транспортных устройств и заместителем декана Механического факультета. Летом 1930 года при разделении Ленинградского политехнического института на ряд отраслевых вузов, 31-летний Дьяконов назначен директором (ректором) Всесоюзного котло-турбинного института (ВКТИ). Скорее всего, это самый молодой ректор вуза в Советском Союзе.
В январе 1931 года переведён в Москву на должность заместителя управляющего Всесоюзным автотракторным объединением, а потом и управляющего ВАТО. Активный участник строительства Горьковского автомобильного завода (ГАЗ), в июле 1932 года по предложению народного комиссара тяжёлого машиностроения Г. К. Орджоникидзе назначен директором ГАЗа.
Под его руководством ГАЗ наладил выпуск легковых автомобилей ГАЗ-А, создал первый советский лимузин М-1. Всего за годы его директорства ГАЗ осуществил выпуск 17 видов легкового и грузового автотранспорта; 27 марта 1934 года «за выдающееся руководство и инициативу в работе по организации и освоению поточно-массового производства» он был награждён орденом Ленина. Был избран делегатом XVII съезда ВКП(б).
По отзывам специалистов, он проявил себя на посту директора талантливым, широко мыслящим руководителем, глубоко разбирающимся в производстве. К концу 1930-х годов ГАЗ выпустил более 450 тысяч автомобилей.
26 января—10 февраля 1934 года делегат XVII съезда ВКП(б) с решающим голосом от Горьковской парторганизации.
18 июля 1938 года директор ГАЗа Дьяконов был арестован, обвинён во вредительстве, шпионаже и контрреволюционной деятельности, а 7 сентября 1938 года приговорён к расстрелу (следствие заняло всего полтора месяца). В тот же день приговор был приведён в исполнение.
4 августа 1956 года полностью реабилитирован.
Сегодня его имя носит одна из улиц в Нижнем Новгороде.